# ミシェル＝フランソワ・ダンドレ＝バルドン
ミシェル＝フランソワ・ダンドレ＝バルドン(Michel-François Dandré-Bardon 、またはMichel-François d'André-Bardon) 、1700年5月22日エクス・アン・プロヴァンス生まれ、1783年4月13日パリで死去。フランスの画家、著述家 。 

## 生まれ
ミシェル=フランソワ・ダンドレ=バルドンはエクス=アン=プロヴァンスにおいて法服貴族の家系に生まれた。 彼の父、オノレ・ダンドレは、エクス＝アン＝プロヴァンスの元第三領事であり、検察官だった。彼は、貴族であるルイ・バルドンの唯一の娘、マルグリット・ド・バルドンと結婚し、5人の子供をもうけ、3人の女子、2人の男子をなした。 

## 修業時代
ミシェル=フランソワはエクス＝アン＝プロヴァンスで法律を学び、その後パリに行き、王立絵画彫刻アカデミーの講義を受けた。 1720年にマルセイユとその地域で蔓延したペストのために、予想以上にパリにとどまることを余儀なくされた。 彼はジャン=バティスト・ヴァン・ローのもとで美術教育を受けた。ヴァン・ローは1712年にエクス・アン・プロヴァンスに滞在した際に、アンドレ=バルドンの家族と知りあいになっていた。これはヴァン・ローがミシェル・フランソワの父オノレ・ダンドレの肖像画を描いていることからわかる。 1723年、彼はジャン=フランソワ・ド・トロワのアトリエで学び始める 。 その後、1765年に、彼は師ジャン=バティスト・ヴァン・ローの伝記を書いた。 

## ローマ滞在
彼はローマのフランス・アカデミーに席を占めるためにコンクールに応募した。1724年の回では成功を収めることはなかった。だがその翌年、1725年にはルイ・ミシェル・ヴァン・ローに次ぐ第2位を得て賞を獲得した。 アントン公ルイ・アントワーヌ・ド・パルデラン・ド・ゴンドランの介入により、ローマのフランス・アカデミーに派遣された。その条件として、両親が旅行費を世話することが要求された 。 1726年６月26日、ローマのアカデミー・ド・フランス院長ニコラス・ヴルーゲルは、ダンドレ=バルドンを受入れた。この画家は「公金横領者を告訴するアウグストゥス」を主題とする作品を描いた。同じキャンバスの両面に描かれたこの作品は、エクス=アン=プロヴァンスに送られ、画家の帰還のかなり前に、会計裁判所の監査室の部屋で表裏両面が見えるように掛けられた 。 1731年の初めに、ダンドレ=バルドンはフランスに戻るためにローマを去らなければならず、ヴェネツィアにさらに6ヶ月滞在した。 

## 名声の獲得
1732年3月と10月にミシェル・フランソワの両親は死ぬ。遺言により、母方の名である「バルドン」と母方の紋章を継承する条件で、遺産継承者となる。これにより作品には「Dandré-Bardon」とサインすることになる。 彼は両親の埋葬地であるエクス＝アン＝プロヴァンスの古代マドレーヌ教会の聖マルコの祭壇を飾るために、福音伝道者の聖マルコを表す絵を描いた 。 この教会は革命の間に破壊され、絵は新しいマドレーヌ教会に置かれた。 1734年にパリに向け出発、エクス・アン・プロヴァンスを去り、 王立絵画彫刻アカデミーに入学する準備を開始した。ジャン・シメオン・シャルダン 、 ニコラ・ド・ラルジリエール 、 アレクサンドル=フランソワ・デポルト、シャルル・ガスパール・ギヨーム・ド・ヴァンティミーユ・デュ・リュックといった、当時の偉大な画家たちの間に座を占めた。パリの大司教は、かつてエクス＝アン＝プロヴァンスの大司教でもあった。この人物は、教会に対する最初の注文を発した 。1735年7月6日、王立絵画アカデミーは数人の役員を選出した。この選出の機会に、ダンドレ=バルドンは助教授（adjoint à professeur）に任命された。 残念ながら彼はルイ15世がヴェルサイユで手配した小さなアパートの装飾の注文を一切受けなかった。彼の唯一の注文は、教会の装飾のためのヴァンティミル枢機卿の友誼によるものであった 。 
彼の家族の遺産を管理していた友人のジャン=ルイ・ダルノーが病を得たことに伴い、ダンドレ=バルドンは1741年にパリを離れ、エクス＝アン＝プロヴァンスに定住することを余儀なくされた 。 1742年にランベスクのノートルダム・ド・ラ・ソンプション教会の装飾に取り組み、1743年に友人のジャン=バプティスト・ボワイエ・フォンスコロンブのために数点の絵画を制作した（誕生、子供時代、青年時代、老年時代）。この個人蔵にあった作品は、グラネ美術館が購入した。1744年に物語画の連作を制作した（消失）。これはエクス・アン・プロヴァンス大学の集会室の装飾のために描かれたものだった。同様に「神学」、「博士へのイエスの説教」を主題とした一連の宗教画も制作した。。

## マルセイユ絵画アカデミーの設立
ダンドレ＝バルドンの名声は故郷からマルセイユまで鳴り響いた。これにより1750年11月25日、マルセイユ・アカデミーの前身であるマルセイユ文芸協会会員に選ばれた。入会に際し、美術と文芸の融合に関する講演を行い、その中で絵画彫刻アカデミーの創設を提案した。ルイ15世の手紙特許により、1780年2月18日、マルセイユの絵画彫刻アカデミーの影響力は建築の上にも及ぶことになった。 

## パリへ帰還
1752年、ダンドレ＝バルドンはパリに呼ばれ、王立アカデミーの教授に任命された。 知られている最後の仕事は個人コレクションにある「ソクラテスの死」（1753年のサロンに出品） である。1755年2月15日、王立特待生学校で歴史と地理の教授の免状を受けた 。  
1783年にパリで死亡。 マルセイユ・アカデミーにおける彼の死後の称賛は、名誉秘書ドミニク・オーディバートにより行われた 。 

## 所蔵美術館と作品
- エクス=アン=プロヴァンス 、 グラネ美術館   ： 
  - 《誕生》キャンバスに油彩
  - 《子供時代》キャンバスに油彩
  - 《若者》キャンバスに油彩
  - 《老年》キャンバスに油彩

- バイヨンヌ 、 ボナ・ヘリュ美術館：《1535年のエクスクス領事館におけるプロヴァンスの委任状の連合》キャンバスに油彩[4]
- ベジエ 、 ベジエ 美術館：《毒を飲むソフォニス》 [Chol 12] 。
- シャトールー 、ベルトラン博物館：《父の遺体を轢く小トゥッリア》[Chol 13] 、モンペリエのファーブル美術館の作品のための準備習作[Chol 13] 。
- ディジョン 、 ディジョン 美術館 ：《マカバイ一族の虐殺を命じるアンティオコス4世エピファネス》1725年頃、キャンバスに油彩、83 x 115 cm
- ディジョン 、 マグニン博物館  ： 
  - 《煉獄の魂を救うため聖ヤコボのためにとりなす聖母》キャンバスに油彩
  - 《聖ヘルドラド》キャンバスに油彩
- マルセイユ美術館   ： 
  - 《男性裸体習作》
  - 《聖トマス・ド・ヴィルヌーヴの少女たち》良い作品
  - 《十字架上のキリスト》キャンバスに油彩
  - 《暖炉の前の女性》キャンバスに油彩
  - 《衣襞をまとう男》黒チョーク
  - 《十字架上のイエス》キャンバスに油彩
- マルセイユ 、 グロベラバディエ博物館   ： 
  - 《ハガルとイシュマエル》キャンバスに油彩
  - 《ターバンをかぶった男の頭部》描画
  - 《芸術家のアトリエの内部》キャンバスに油彩
- マルセイユ、 カンティーニ美術館   ： 《ウィーンの平和》キャンバスに油彩
- モンペリエ 、 ファーブル美術館   ： 《小トゥッリアの野望、あるいは父の遺体を轢く小トゥッリア》
- ナンシー美術館   ：《 十字架上のキリスト》エッチング
- パリ 、 ルーブル美術館   ： 
  - 《誕生》キャンバスに油彩
  - 《聖フランシスコの説教》キャンバスに油彩
  - 素描部門にデッサン多数
- ルーアン美術館  ： 《マルセイユのペストの寓意》（？）1720年 、キャンバスに油彩

- ケンブリッジ 、フォッグ美術館： 
  - 《横顔の老婦人の頭部》サンギーヌ[5]
  - 《ルイ15世、平和の友・最愛王ルイ）》ダンドレ＝バルドンに基づくエティエンヌ・フェサードによるエッチング[6] 、
- ニューヨーク 、 メトロポリタン美術館 [7]   ： 
  - 《ソクラテスの死》素描
  - 《十字架の下のマグダラのマリア》素描
  - 《メンフィスへの行列》素描
  - 《騎馬の集団》素描
- サンフランシスコ 、 カリフォルニアパレスオブザレギオンオブオナー 
  - 《ディアナとエンディミオン》（あるいは《セレネとエンディミオン》 [Chol 14]） 1746年[8]
- ワシントン 、 国立美術館 [9]   ： 
  - 《頭蓋骨の崇拝》（あるいは《謙虚さの行使》）キャンバスに油彩[Chol 15] 。
  - 《若い男》素描
  - 《ジャン・バティスト・ヴァン・ローの肖像》素描

公立美術館が所蔵するダンドレ=バルドンの作品
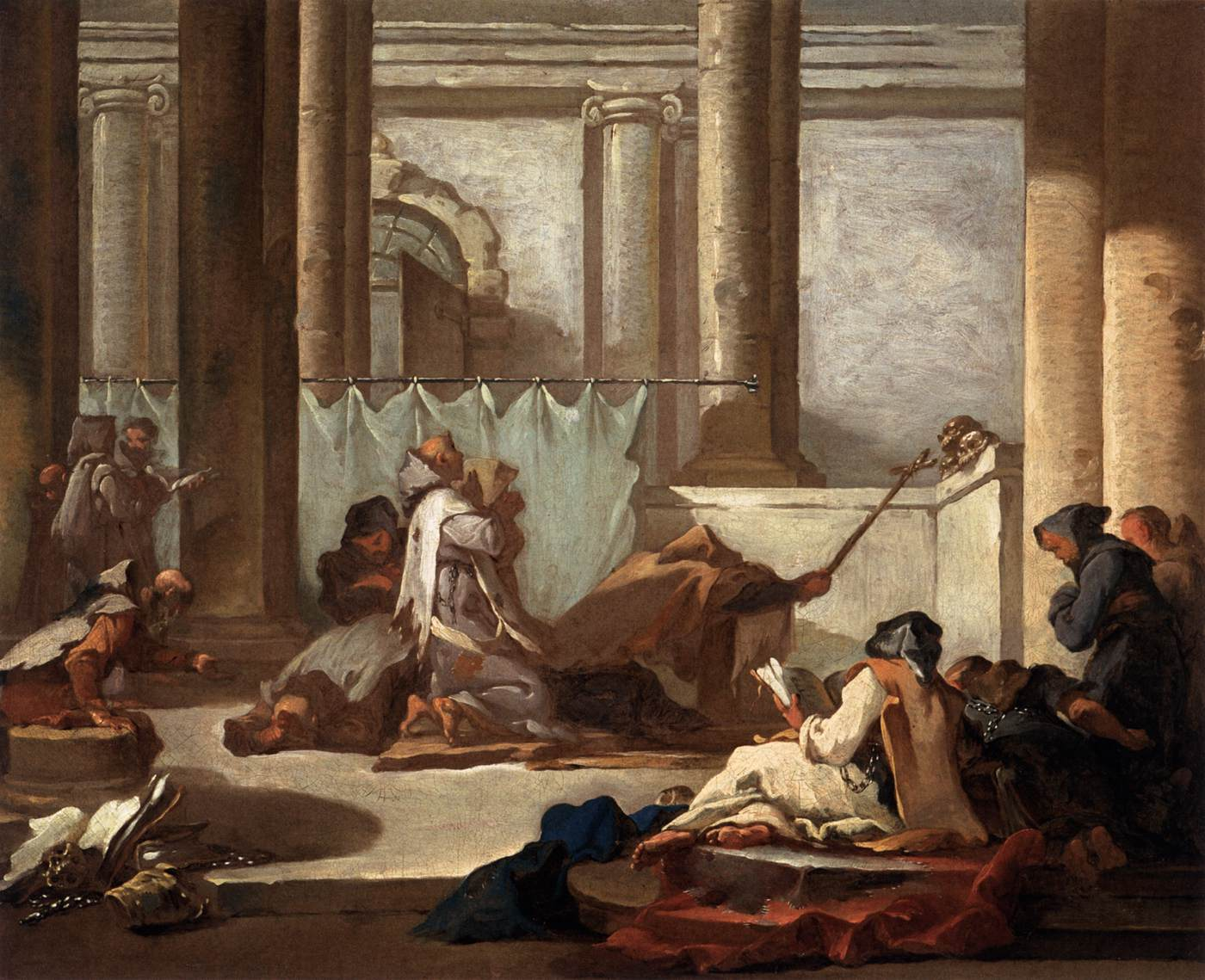
《頭蓋骨の崇拝》（あるいは《謙虚さの行使》）1733年、 ワシントン 、 国立美術館
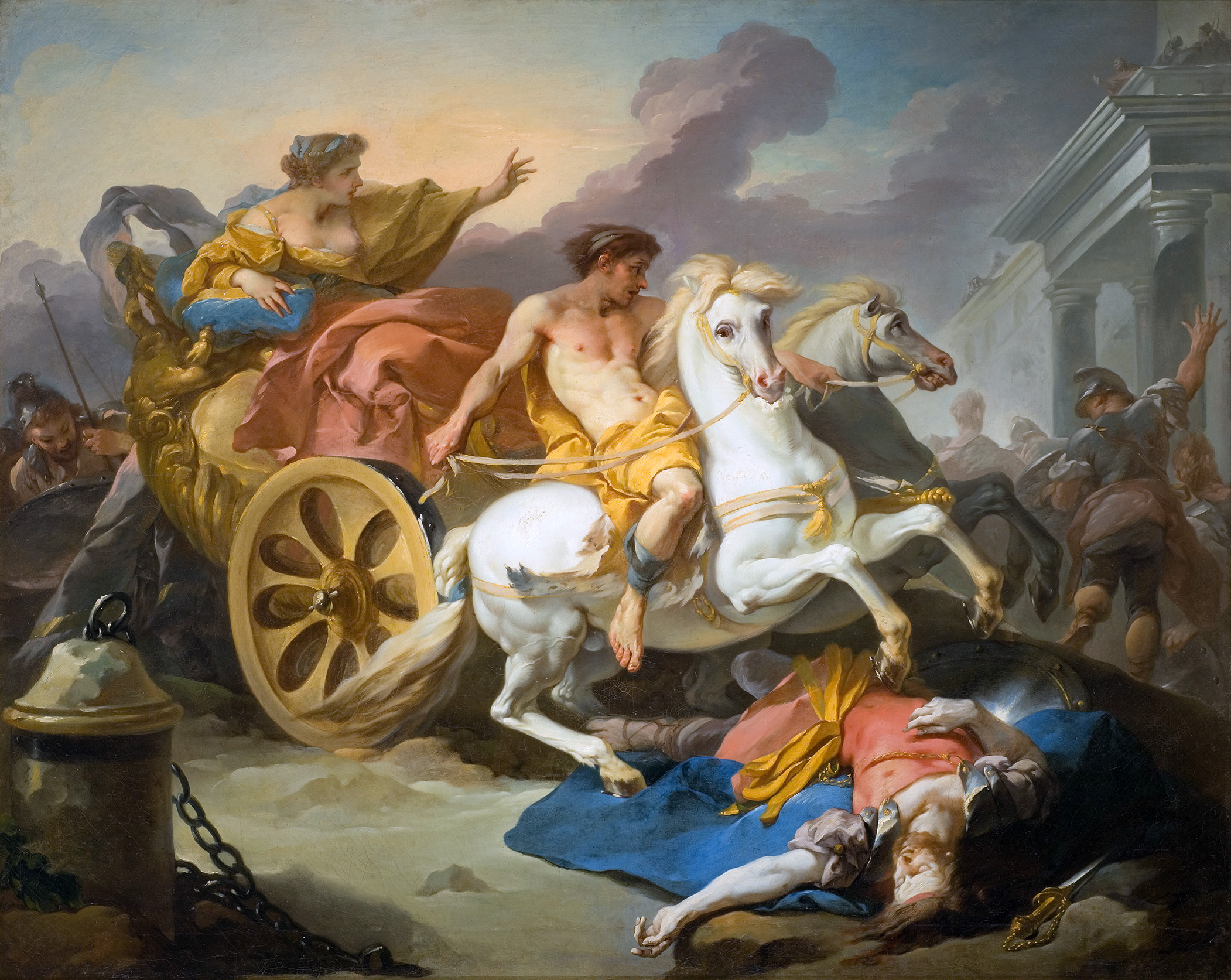
《父の遺体を轢く小トゥッリア》1735年、 モンペリエ 、 ファーブル美術館
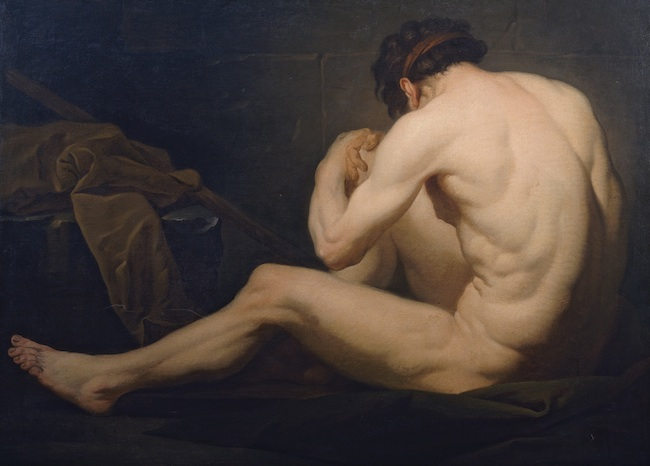
《男性裸体習作》マルセイユ美術館
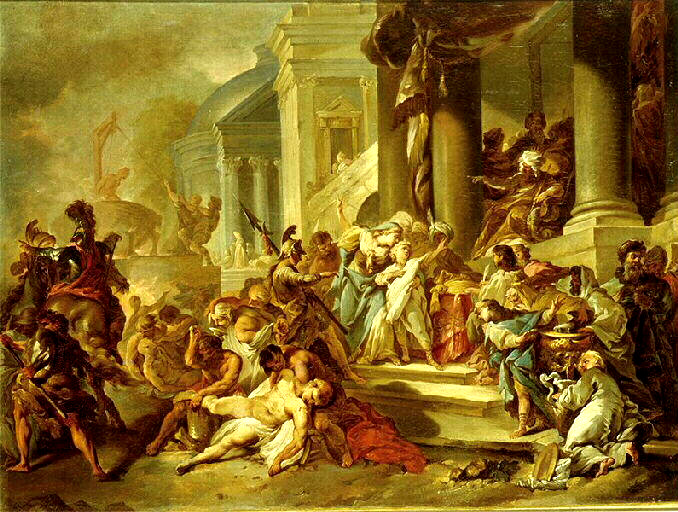
《マカバイ一族の虐殺を命じるアンティオコス4世エピファネス》ディジョン美術館

## 教会作品
- エクス・アン・プロヴァンス （Bouches-du-Rhône）¨ 
  - 聖霊教会 
    - 《十字架上のキリスト》：このタブローは、パレコムタル[Chol 16]の聴聞所の装飾のために、最初の監査院長であるd'Albertasが作成した7枚の絵画の最後の注文です。

  - マドレーヌ教会 
    - 《聖マルコ伝道者》：このテーブルは、革命中に破壊されたマドレーヌの古い教会の聖マルコ祭壇が1732年に飾られました。 彼は現在、新しいマドレーヌ教会に配置されています 。

  - マルタの聖ヨハネ教会 
    - 《神学》1744年から1749年の間。 これは、サンジャンドマルテの最新作です。 長い間、私たちはCarle van Loo [10]帰すべきだと考えていました。
- Aups （ Var ） 
  - 教区教会 
    - 《神殿での奉献》：白い罪人の礼拝堂に属していたこのキャンバスは、教会の右の担保に置かれています。 1750年に実行されたこの絵画は、アーティストによる最後の既知の作品の1つです。 画家が親hasを持ち、彼が絵を描いたバルジョールの村の近くは、ヴァール後背地にあるこの小さな村でのこのキャンバスの存在を説明するかもしれません[Chol 17] 。
- バルホルス （ Var ） 
  - シャペル・ド・ロスピス 
    - 《十字架上のキリスト》：このタブローは、1744年にBarjolsの病院管理によって注文され、市庁舎の敷地内にあります[Chol 18] 。 。
- ランベスク （ Bouches-du-Rhône ） 
  - 聖母被昇天教会 
    - 《聖ヒエロニムスの幻視》：ジャック・ル・マジュールと呼ばれる聖ジャックは 、煉獄の魂を支持して聖母と仲裁します。 聖人は巡礼者の杖に寄りかかってひざまずき、雲の上でポーズをとる聖母と子イエスを嘆きます。 聖人の足元、石のアーチの下で、煉獄の魂は聖ジャックのとりなしを主張します。 このテーブルを実現するために、アーティストはディジョン のマグニン博物館にある煉獄の魂に賛成して、聖母と呼ばれる予備スケッチを行いました 。
    - 《サンクレパンとサンクレピニアンの判決》：この表は、ランベスクの靴職人の同胞団によって画家に委任され、 III rdの two 教者である聖クレパンとクレピニアンを表しています。   。 mar教者の場面の血まみれのエピソードを拒否して、画家は彼らの裁判官に2人の聖人のプレゼンテーションの瞬間を選びました[Chol 19] 。
    - 《聖エルドラード》： 聖エルドラードを描いた1745年に塗らこの写真は、下のオブジェクトにランクされました歴史的建造物 8  。 ベネディクト会の習慣に身を包んだ聖エルドレード 、左手に棒を持ち、墓から取り出されたばかりの復活した男の体を右手で祝福している。 奇跡の体だけが照らされ、その覆いが剥がれます。 このタブローを制作するために、ダンドレ=バルドンは、 ディジョンの マグニン 博物館 にある聖エルドレードのタイトルで知られる準備習作を制作しました。

教会に所蔵されるダンドレ=バルドンの作品
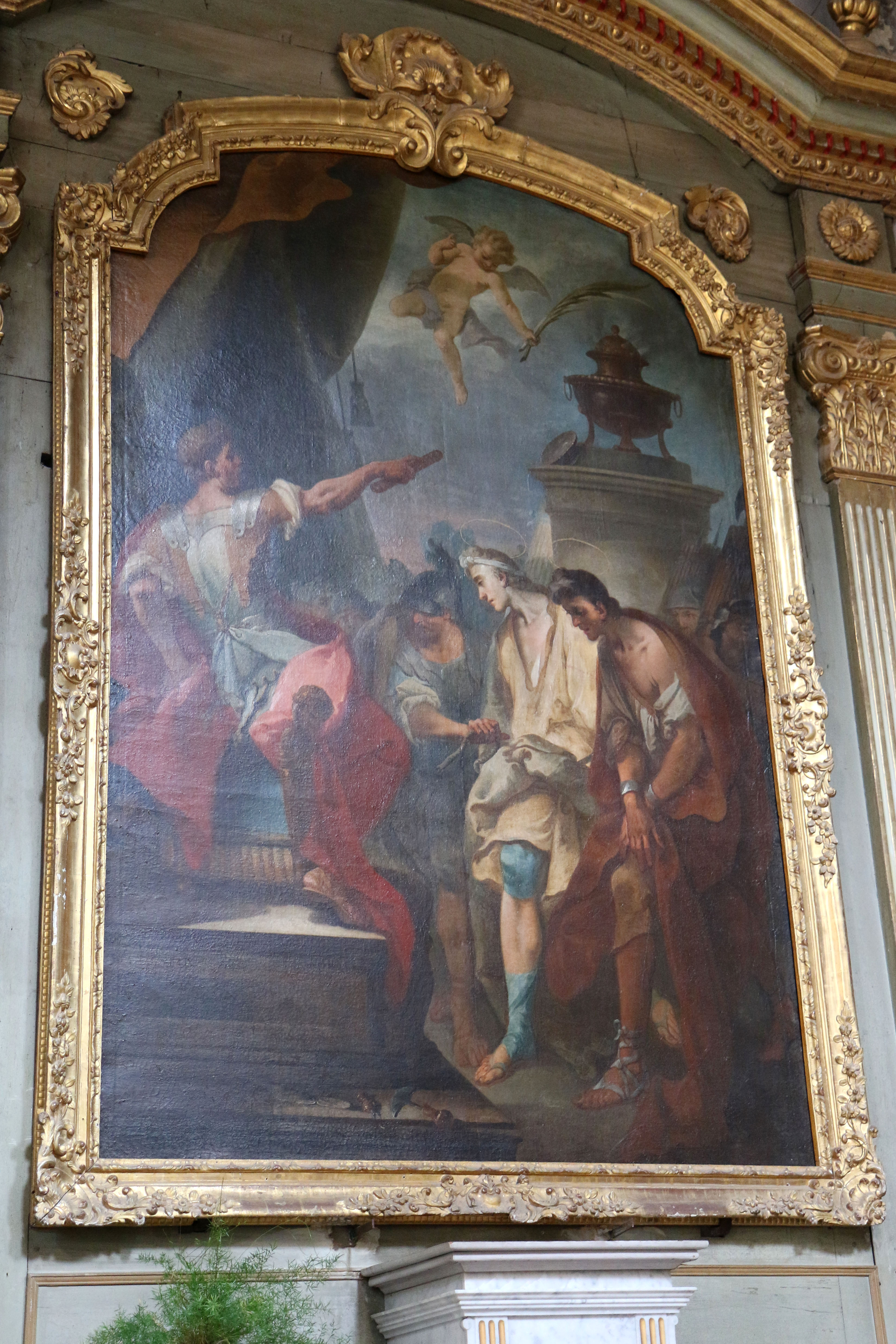
《聖クレパンと聖クレピニアン》 ランベスク、聖母被昇天教会
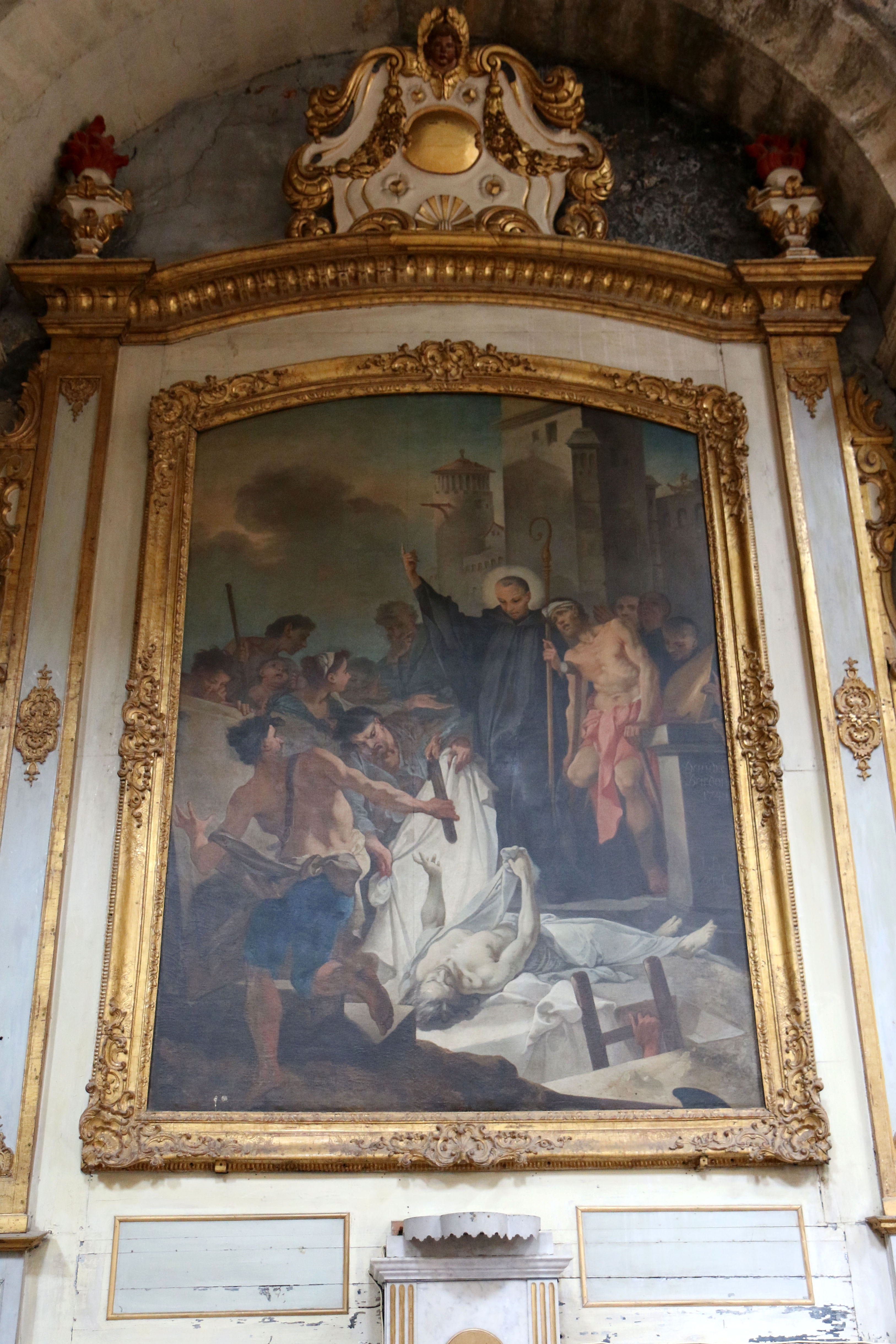
《聖エルドレード》ランベスク、聖母被昇天教会
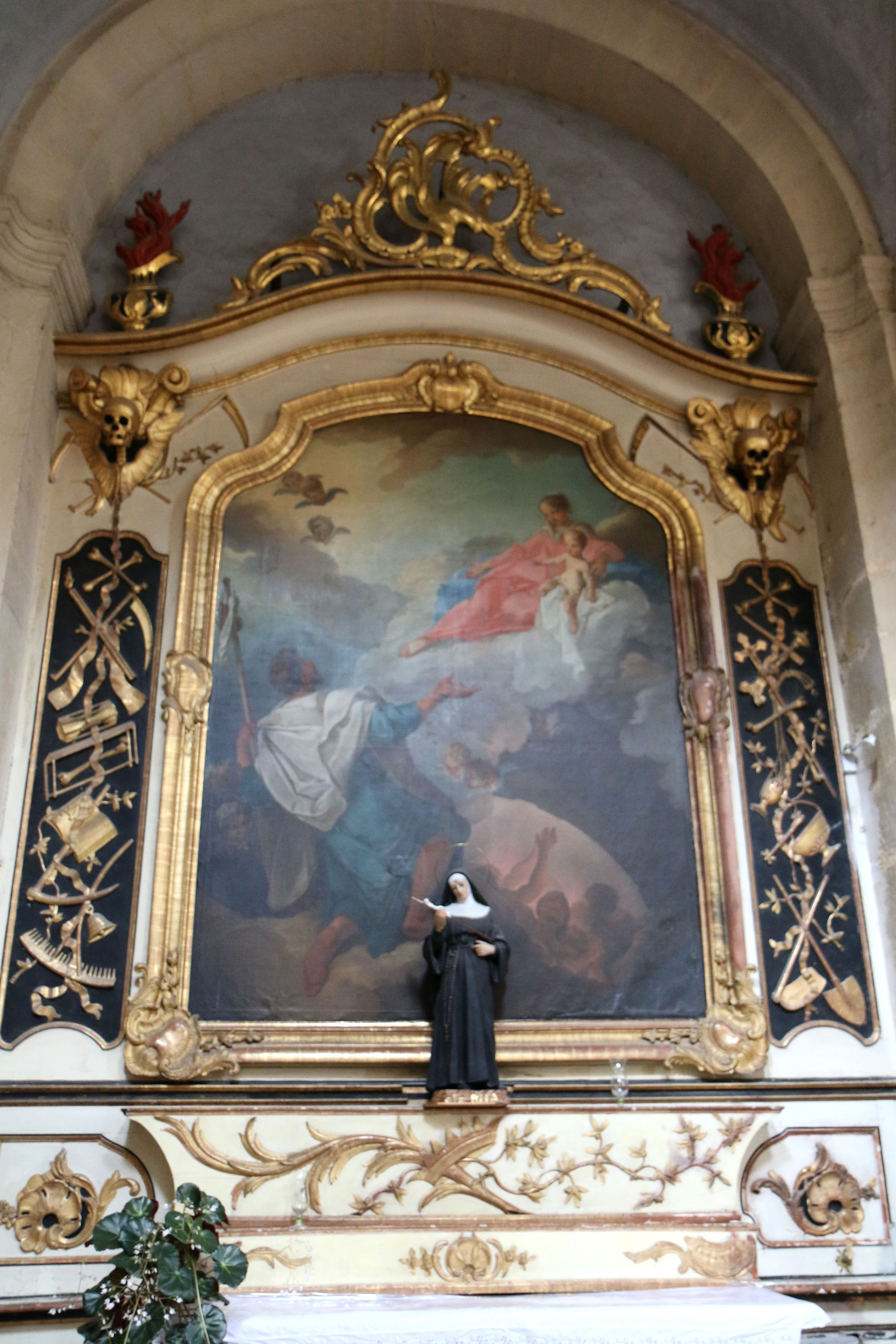
《聖ヒエロニムスの幻視》 聖母被昇天教会
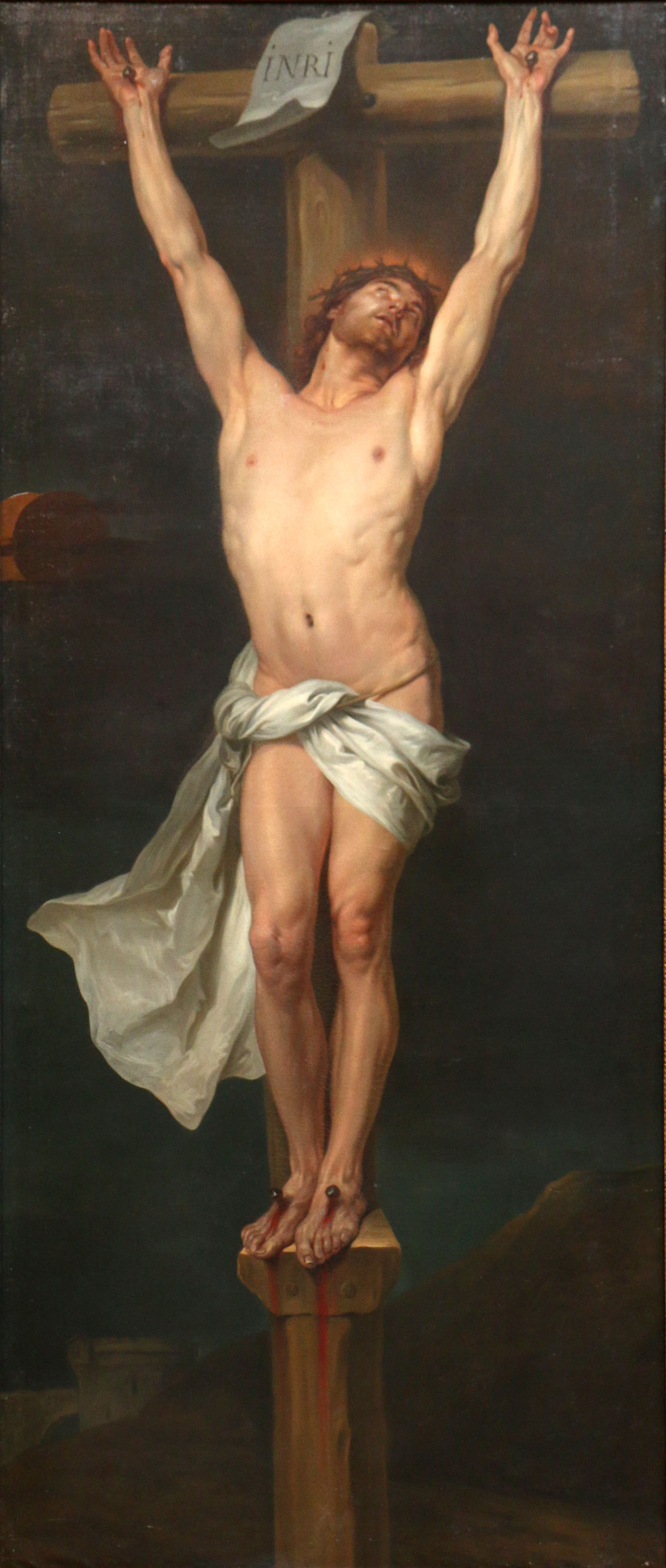
《十字架上のキリスト》 エクス・アン・プロヴァンス、聖霊教会

- Dandré-Bardon, Michel-François (1765 (2 vol.)). Traité de peinture suivi d'un Essai sur la sculpture (chez Saillant ed.). Paris 26/07/2011閲覧。 エラー: 閲覧日が正しく記入されていません。
- Dandré-Bardon, Michel-François (1765). Vie de Carle Van Loo (chez Desaint ed.). Paris. pp. 68
- Dandré-Bardon, Michel-François (1772). Costumes des anciens peuples. 1 (chez Charles-Antoine Jombert ed.). Paris. pp. 151
- Dandré-Bardon, Michel-François (1774). Costumes des anciens peuples. 2 (chez Charles-Antoine Jombert ed.). Paris. pp. 230

1. ↑  Étienne-Antoine Parrocel (1862). Annales de la peinture (Ch. Albessard et Bérard ed.). p. 392-393
2. ↑  Musée Granet, p. 13
3. ↑  Louis Toussaint Dassy, op. cit., p. 259.
4. ↑  Notice sur le site de la RMN
5. ↑  Tête d'une vieille femme de profil, notice sur le site du Fogg Art Museum
6. ↑  LouisXV (L'ami de la Paix - Louis le Bien aimé), notice sur le site du Fogg Art Museum
7. ↑  Metropolitan Museum of Art
8. ↑  Diana et Endymion
9. ↑  Washington, National Gallery of Art
10. ↑   Saint-Jean-de-Malte. Une église de l'ordre de Malte à Aix-en-Provence (Édisud ed.). Aix-en-Provence. (1987). p. 49

その他の参考文献
- Chol, Daniel (1987). Michel-François Dandré-Bardon ou l'Apogée de la peinture en Provence au XVIIIe siècle (Edisud ed.). Aix-en-Provence. pp. 150. ISBN 2-85744-309-9. ref_Chol  Chol, Daniel (1987). Michel-François Dandré-Bardon ou l'Apogée de la peinture en Provence au XVIIIe siècle (Edisud ed.). Aix-en-Provence. pp. 150. ISBN 2-85744-309-9. ref_Chol  Chol, Daniel (1987). Michel-François Dandré-Bardon ou l'Apogée de la peinture en Provence au XVIIIe siècle (Edisud ed.). Aix-en-Provence. pp. 150. ISBN 2-85744-309-9. ref_Chol
- ピア・ローゼンバーグ カイエで、「マイケル・フランソワ・ダンダー・バードンは、」 no 12 DU   、パリ=ウェッテレン、 2001
- Alauzen, André; Noet, Laurent (2006) [1986]. Dictionnaire des peintres et sculpteurs de Provence-Alpes-Côte d'Azur (Jeanne Laffitte ed.). Marseille. p. 146. ISBN 9782862764412. OCLC 920790818  Alauzen, André; Noet, Laurent (2006) [1986]. Dictionnaire des peintres et sculpteurs de Provence-Alpes-Côte d'Azur (Jeanne Laffitte ed.). Marseille. p. 146. ISBN 9782862764412. OCLC 920790818  Alauzen, André; Noet, Laurent (2006) [1986]. Dictionnaire des peintres et sculpteurs de Provence-Alpes-Côte d'Azur (Jeanne Laffitte ed.). Marseille. p. 146. ISBN 9782862764412. OCLC 920790818
- LætitiaPierre 、絵画の芸術を教える  ：美術史の博士論文であるMichel-FrançoisDandré-Bardonの教育的および文学的な作品は 、 27 janvier 20162016年1月27日  ダニエル・ラブロー監督、パリ大学1